# Splendid (traghetto)
Lo Splendid è un traghetto appartenente alla compagnia di navigazione italiana GNV.

## Caratteristiche
Il traghetto, lungo circa 214 metri, è in grado di trasportare un massimo di 2318 passeggeri e di 1010 auto, o, in alternativa, 2259 metri lineari di carico merci. Dispone inoltre di 473 cabine, ristorante à la carte, bar, un negozio, un cinema, una piscina con lido bar, un idromassaggio e una sala giochi.

## Servizio
Varato il 18 dicembre 1993 nei Nuovi Cantieri Apuania di Marina di Carrara con il nome di Splendid e consegnato il 23 maggio 1994 alla GNV, prende servizio il 2 luglio nei collegamenti tra Genova e Palermo, aggiungendosi al Majestic. Nello stesso mese viene trasferito nei collegamenti tra Genova e Porto Torres, dove opera fino al settembre successivo.
Nel settembre del 1995 viene trasferito nei collegamenti tra Genova, Palermo, Tunisi e La Valletta.
Nel dicembre del 1996 viene sottoposto a lavori di allungamento nel cantiere navale Fincantieri di Palermo, venendo allungato di 26 metri e portando così la lunghezza totale a 214 metri.
Il 19 sertembre 1999 torna ad operare nei collegamenti tra Genova e Porto Torres.
Dal 21 giugno al 17 settembre 2000 opera nei collegamenti tra Genova e Palermo. Il giorno successivo torna in servizio nei collegamenti tra Liguria e Sardegna.

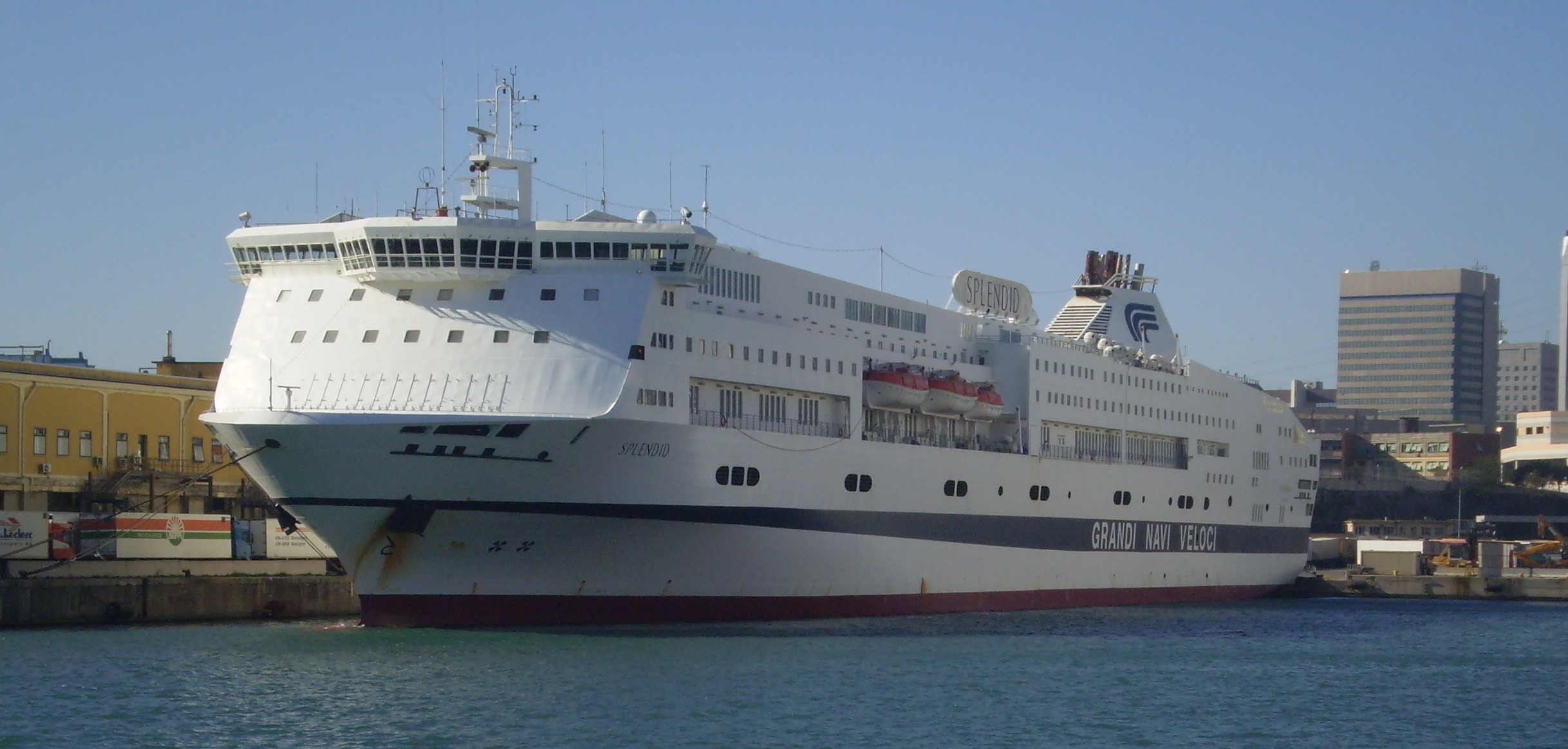
Lo Splendid ormeggiato a Genova nel 2007.

Il 19 novembre 2012 viene trasferito nei collegamenti tra Genova e Termini Imerese. Successivamente, viene trasferito nei collegamenti estivi tra Genova ed Olbia, dove opera tutt'oggi, continuando tuttavia ad operare saltuariamente nel periodo invernale nei collegamenti tra Civitavecchia, Palermo, Termini Imerese, Barcellona, Tangeri Med, Sète, Tunisi e Napoli.
Nel dicembre del 2019 viene sottoposto a lavori di ristrutturazione in cantiere a Genova, durante i quali vengono aggiunti gli scrubber al fumaiolo.
L'11 marzo 2020, per fronteggiare la mancanza di posti letto negli ospedali dell'Italia settentrionale a causa del rapido avanzamento della pandemia, i vertici GNV hanno proposto la conversione di una o più cruise-ferry in nave ospedale. Tale proposta è stata da subito concordata con il sindaco di Genova Marco Bucci, con il presidente della regione Liguria Giovanni Toti e con i vertici del Registro italiano navale.
La prima nave messa a disposizione al prezzo simbolico di 1€ è stata proprio lo Splendid che è stata ormeggiata al Terminale traghetti di Genova. La conversione, con l'obiettivo di ottenere 400 posti letto, è avvenuta in tempi rapidissimi (meno di una settimana ) grazie a una cordata di solidarietà di diverse imprese che col loro lavoro hanno portato ad avere, al 19 marzo, la sostituzione della moquette con pavimentazione in linoleum sanitario, 25 cabine singole ad uso esclusivo per i pazienti, tutte configurate ora con aerazione esterna totalmente indipendente, dei necessari accorgimenti sanitari, bagno privato e dotate di televisione e di connessione Internet. Inoltre l'ampio garage potrà essere trasformato in unità di rianimazione e di terapia intensiva con l'ausilio di unità modulari. La nave così trasformata è diventata operativa il 23 marzo 2020. Terminato il servizio come nave ospedale, torna in servizio per GNV nei collegamenti tra Genova, Civitavecchia, Palermo e Tunisia.
Dal 20 febbraio al 23 maggio 2021 viene noleggiato dal Ministero dell'interno ed impiegato come nave-quarantena nell'ambito dell'emergenza sbarchi a Trapani.